# Miami Dolphins 2009
La stagione 2009 dei Miami Dolphins è stata la numero 44 della franchigia, la quarantesima nella National Football League. La squadra veniva dalla vittoria della propria division nell'anno precedente con un record di 11-5, ma scese a un record di 7-9 non centrando i playoff.

## Scelte nel Draft 2009
| Draft | Draft  | Nome           | Ruolo | College       |
| Giro  | Scelta | Nome           | Ruolo | College       |
| ----- | ------ | -------------- | ----- | ------------- |
| 1     | 25     | Vontae Davis   | CB    | Illinois      |
| 2     | 44     | Pat White      | QB/WR | West Virginia |
| 2     | 61     | Sean Smith     | CB    | Utah          |
| 3     | 87     | Patrick Turner | WR    | USC           |
| 4     | 108    | Brian Hartline | WR    | Ohio State    |
| 5     | 161    | John Nalbone   | TE    | Monmouth      |
| 5     | 165    | Chris Clemons  | FS    | Clemson       |
| 6     | 181    | Andrew Gardner | OT    | Georgia Tech  |
| 7     | 214    | J.D. Folsom    | ILB   | Weber State   |

## Calendario

### Stagione regolare

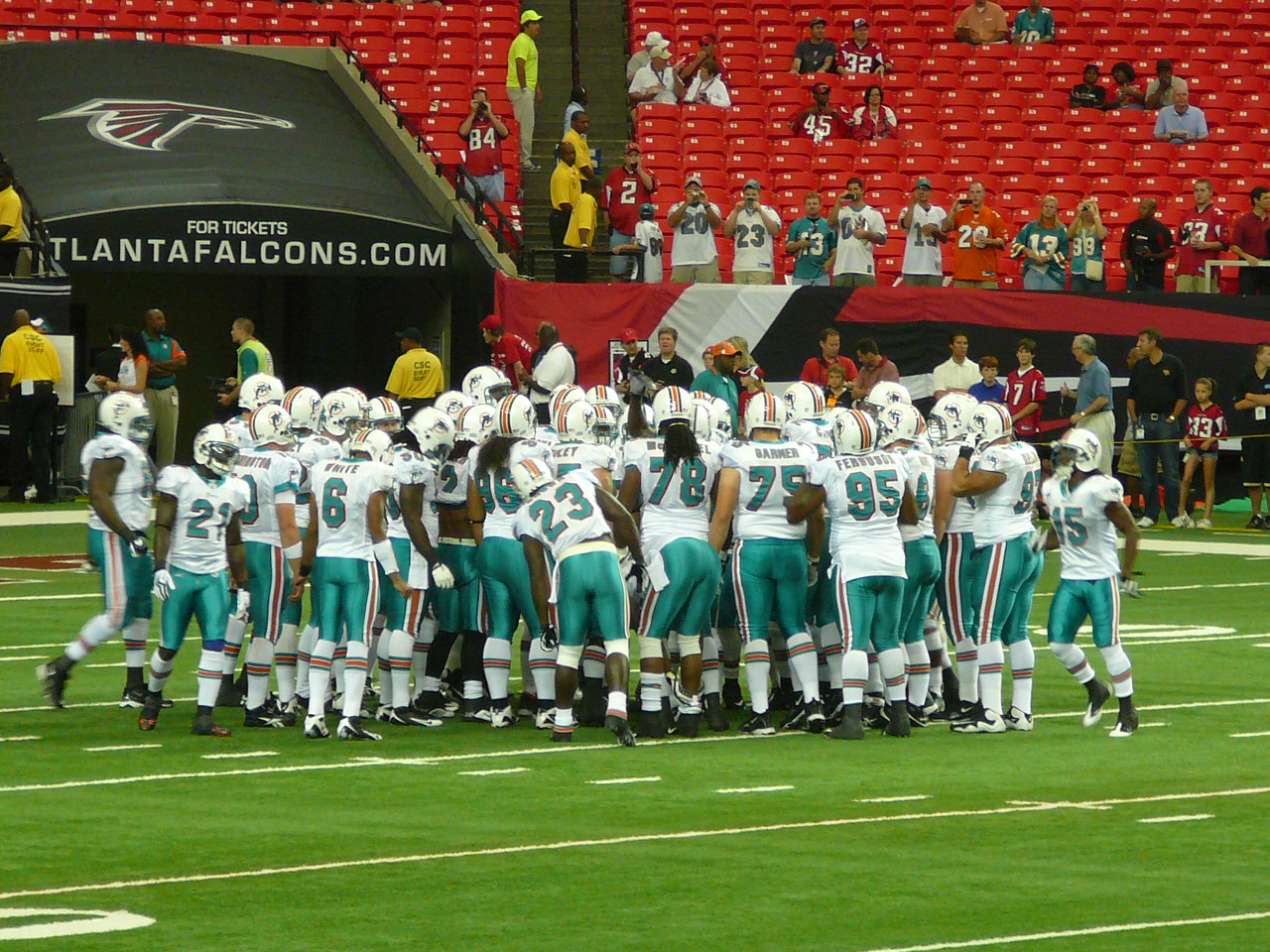
I Dolphins prima del debutto stagionale contro i Falcons.

| Turno | Data               | Ora                | Avversario              | Risultato          | Risultato          | Stadio                         | TV                 | Recap              |
| Turno | Data               | Ora                | Avversario              | Punteggio          | Record             | Stadio                         | TV                 | Recap              |
| ----- | ------------------ | ------------------ | ----------------------- | ------------------ | ------------------ | ------------------------------ | ------------------ | ------------------ |
| 1     | 13/9               | 1:00 pm            | @ Atlanta Falcons       | S 7–19             | 0–1                | Georgia Dome                   | CBS                | Recap              |
| 2     | 21/9               | 8:30 pm            | Indianapolis Colts      | S 23–27            | 0–2                | LandShark Stadium              | ESPN               | Recap              |
| 3     | 27/9               | 4:15 pm            | @ San Diego Chargers    | S 13–23            | 0–3                | Qualcomm Stadium               | CBS                | Recap              |
| 4     | 4/10               | 4:05 pm            | Buffalo Bills           | V 38–10            | 1–3                | LandShark Stadium              | CBS                | Recap              |
| 5     | 12/10              | 8:30 pm            | New York Jets           | V 31–27            | 2–3                | LandShark Stadium              | ESPN               | Recap              |
| 6     | Settimana di pausa | Settimana di pausa | Settimana di pausa      | Settimana di pausa | Settimana di pausa | Settimana di pausa             | Settimana di pausa | Settimana di pausa |
| 7     | 25/10              | 4:15 pm            | New Orleans Saints      | S 34–46            | 2–4                | LandShark Stadium              | Fox                | Recap              |
| 8     | 1/11               | 1:00 pm            | @ New York Jets         | V 30–25            | 3–4                | Giants Stadium                 | CBS                | Recap              |
| 9     | 8/11               | 1:00 pm            | at New England Patriots | S 17–27            | 3–5                | Gillette Stadium               | CBS                | Recap              |
| 10    | 15/11              | 1:00 pm            | Tampa Bay Buccaneers    | V 25–23            | 4–5                | LandShark Stadium              | Fox                | Recap              |
| 11    | 19/11              | 8:20 pm            | @ Carolina Panthers     | V 24–17            | 5–5                | Bank of America Stadium        | NFLN               | Recap              |
| 12    | 29/11              | 1:00 pm            | @ Buffalo Bills         | S 14–31            | 5–6                | Ralph Wilson Stadium           | CBS                | Recap              |
| 13    | 6/12               | 1:00 pm            | New England Patriots    | V 22–21            | 6–6                | LandShark Stadium              | CBS                | Recap              |
| 14    | 13/12              | 1:00 pm            | @ Jacksonville Jaguars  | V 14–10            | 7–6                | Jacksonville Municipal Stadium | CBS                | Recap              |
| 15    | 20/12              | 1:00 pm            | @ Tennessee Titans      | S 27–24(DTS)       | 7–7                | LP Field                       | CBS                | Recap              |
| 16    | 27/12              | 1:00 pm            | Houston Texans          | S 27–20            | 7–8                | LandShark Stadium              | CBS                | Recap              |
| 17    | 3/1                | 1:00 pm            | Pittsburgh Steelers     | S 24–30            | 7–9                | LandShark Stadium              | CBS                | Recap              |